# Cleora cordata
Cleora cordata là một loài bướm đêm trong họ Geometridae.